# Marius Folgerø
Eirik Marius Folgerø (Oslo, 16 settembre 1978) è un giocatore di calcio a 5 ed ex calciatore norvegese, di ruolo attaccante, pivot del Solør.

## Carriera

### Calcio a 5

#### Club
Folgerø gioca con la maglia del Solør dal 2008.

#### Nazionale
Ha giocato per la Norvegia dal 2010 al 2013, collezionando 2 presenze.

### Calcio
Nel 2006, si è trasferito all'Haugerud, per cui ha giocato fino al 2014. Ha totalizzato 72 presenze in squadra, collezionando 113 reti e 119 assist.